# Honda 350 cc viertaktracers

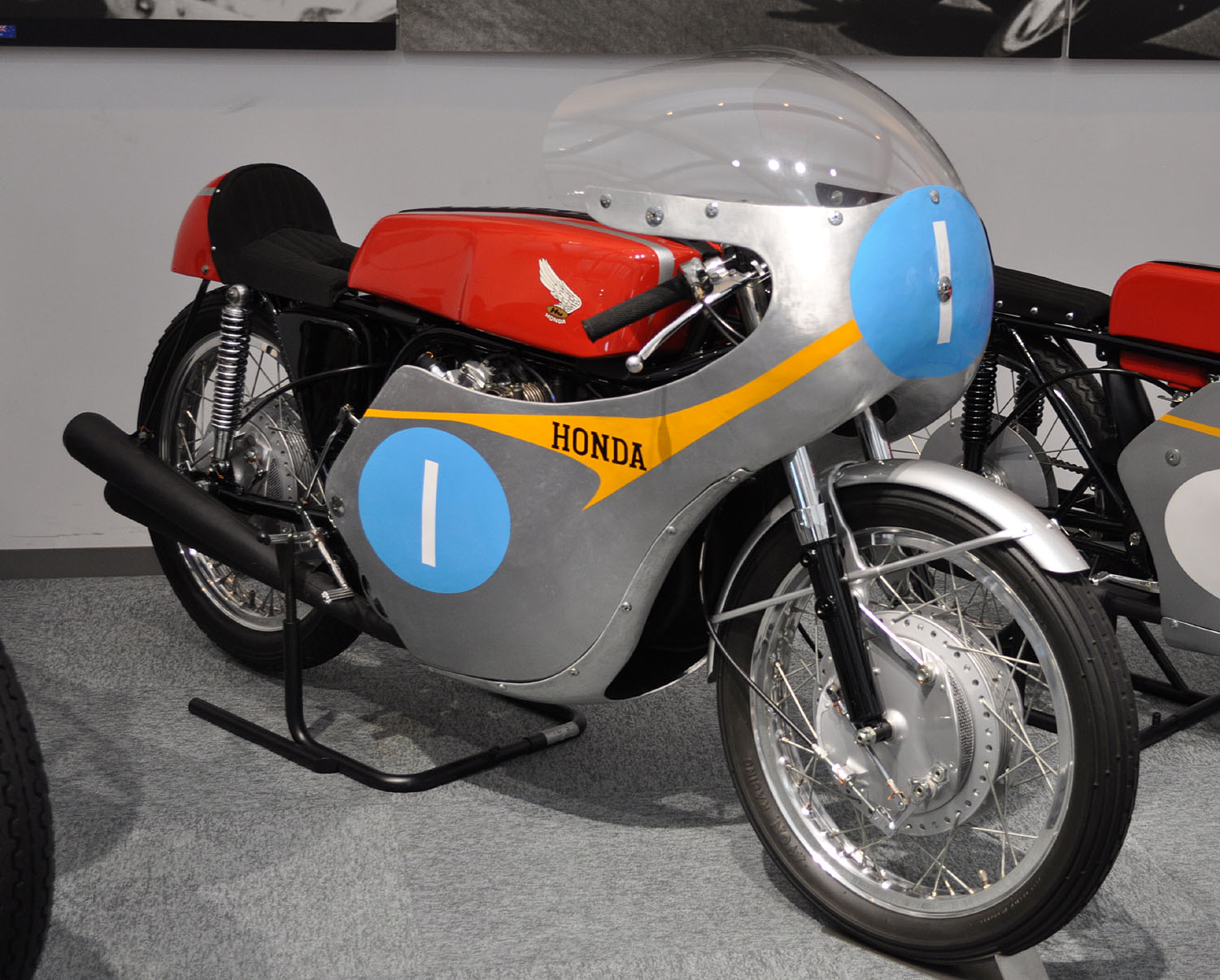
De RC 171 van Jim Redman uit 1962

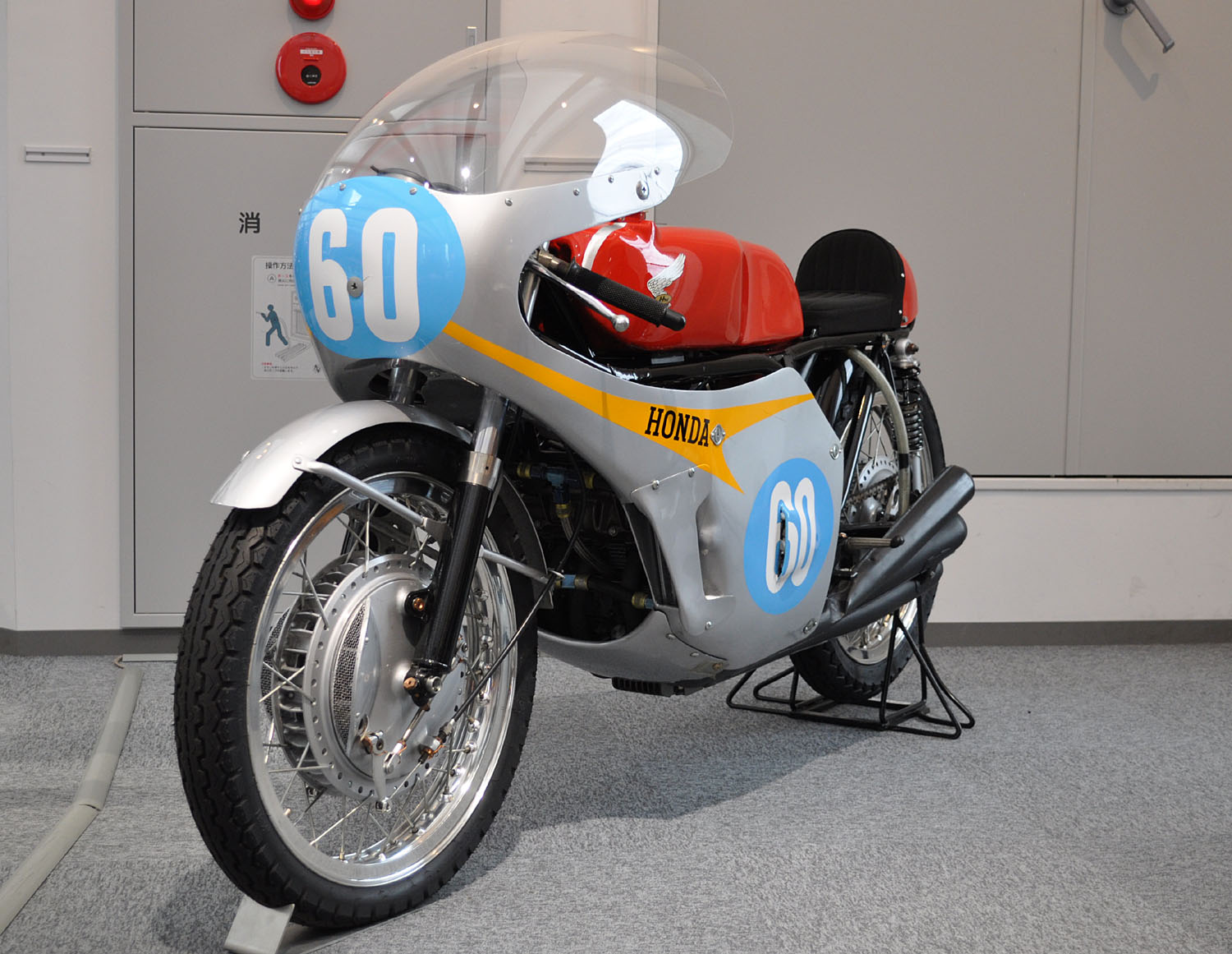
De RC 174 van Mike Hailwood uit 1967

De Honda 350 cc-viertaktracers vormen een serie motorfietsen die door het merk Honda werd ingezet in de 350 cc-klasse in de jaren zestig.

## Geschiedenis

### Voorgeschiedenis
Al in 1954 was Soichiro Honda in Europa zijn licht gaan opsteken als het om wegraces met motorfietsen ging. Hij bezocht de Isle of Man TT en enkele Italiaanse fabrieken, zodat hij het wedstrijdverloop en de gebruikte machines kon bestuderen. Er werd in dat jaar al een 220 cc-eencilinderprototype ontwikkeld. Enkele jaren later werden ook 250- en 305 cc-tweecilinders met een enkele bovenliggende nokkenas voor nationale wedstrijden ontwikkeld. Die werden zonder uitzondering op onverharde wegen gereden en een van de belangrijkste was de heuvelklim op de vulkaan Asama. In 1958 kreeg Kiyoshi Kawashima de opdracht voor de TT van 1959 125 cc-racers te ontwikkelen en een raceteam samen te stellen. Dat resulteerde in een 6e, 7e, 8e en 11e plaats in de 125 cc-Ultra-Lightweight TT op de Clypse Course op Man. In hetzelfde jaar begon de ontwikkeling van de eerste 250 cc-viercilinder. Het ging goed met de Honda-racers, en 1961 werd afgesloten met twee wereldtitels: Tom Phillis in de 125 cc-klasse en Mike Hailwood in de 250 cc-klasse.

### 1962: Honda RC 170, RC 171 en CR 77
In 1962 breidde Honda haar activiteiten zowel naar beneden (de voor het eerst verreden 50 cc-klasse) als naar boven (de 350 cc-klasse) uit.
Honda boorde voor het seizoen 1962 de 250 cc-RC 162 op tot 47 mm waardoor de cilinderinhoud op 284,5 cc kwam. Dit was de RC 170. Met die machine kwamen Bob McIntyre en Tom Phillis uit in de Junior TT. Phillis verongelukte tijdens die race. Hij kwam zwaar ten val, op de derde plek liggend, in de tweede ronde bij Laurel Bank en overleed korte tijd later. Ook McIntyre haalde de finish niet. Jim Redman wist er de TT van Assen mee te winnen. Tijdens de Ulster Grand Prix kwamen Redman en Tommy Robb aan de start met een nieuwe versie, de Honda RC 171. De boring bedroeg nu 49 mm, maar ook het carter en de krukas waren aangepast, zodat de slag 45 mm bedroeg en de cilinderinhoud 339,4 cc. De machine kende aanvankelijk koelproblemen, en er werden twee oliekoelers achter de uitlaatbochten geplaatst. Later werden de koelribben vergroot en konden de oliekoelers weer verdwijnen. Redman werd in Ulster eerste en Robb derde. Vanaf dat moment gaf Honda geen wedstrijd meer uit handen: Redman won ook de Grand Prix van de DDR en de GP des Nations en Robb won de Finse GP. Redman werd wereldkampioen vóór Robb en Mike Hailwood (MV Agusta).
In dit jaar bracht Honda een viertal productieracers uit: de 50 cc-CR 110, de 125 cc-CR 93, de 250 cc-CR 72 en de 305 cc-CR 77. De CR 110 en de CR 93 waren in elk geval gebaseerd op normale productiemodellen, want ze hadden een afgedekte opening voor de plaatsing van een kickstarter, die bij racers vanwege de duwstart natuurlijk niet nodig was.
De CR 77 was feitelijk een opgeboorde CR 72, wat de (te) kleine cilinderinhoud verklaart. De CR 77 had een boring van 60 mm waardoor hij op 305 cc kwam. Er waren echter, zowel voor de CR 72 als de CR 77, minstens twee verschillende soorten motorblokken. Eén blok was glad afgewerkt, met aluminium afdekplaten, het andere was grover, met afdekplaten van magnesium. Van dit tweede type waren er met uitwendige olieterugvoerleidingen vanaf de uitlaatnokkenas en bevestigingsgaten voor een voorste framebuis, die er echter niet was. Dat zou verklaarbaar geweest zijn als het blok was afgeleid van een normale productiemotor, maar dat was - in tegenstelling tot de CR 93 en de CR 110 - niet het geval. Bovendien was er een prototype met kettingaandrijving voor de nokkenassen, maar dat ging niet in productie.

### 1963: Honda RC 171 en CR 77
Honda deed in 1963 een flinke stap terug in. De motorsport was ook voor Honda erg duur en bovendien werkte men aan een eerste Formule 1-auto, de Honda RA271. De 50 cc-klasse werd losgelaten en in de andere klassen moesten de coureurs het met de machines van 1962 doen. Na de Isle of Man TT stuurde men zelfs de monteurs terug naar Japan, waardoor de fabriekscoureurs het seizoen feitelijk als privérijders moesten afmaken.
De 350 cc-klasse van 1963 maakte duidelijk dat de Britse motorfietsen absoluut niet meer mee konden komen. Mike Duff gebruikte een AJS Boy Racer, maar werd slechts tiende in de eindstand, nog achter John Hartle, die met de Gilera 350 4C slechts een wedstrijd had gereden en de Bianchi tweecilinder van Remo Venturi en de CKEB van Nikolaj Sevast'ânov. De 350 cc-klasse was een beetje het stiefkindje van het wereldkampioenschap, alleen serieus genomen door Honda. MV Agusta stuurde Mike Hailwood niet eens naar de eerste race in Duitsland. In Man viel Hailwood uit. Die beide wedstrijden werden gewonnen door Jim Redman met de Honda RC 171-viercilinder. Redman won ook in Assen en Ulster, waardoor zijn wereldtitel feitelijk al zeker was, want de vier beste resultaten telden. Toch wist Hailwood te winnen in de DDR en Finland, maar de GP van Monza ging weer naar Jim Redman. Die werd dan ook wereldkampioen vóór Hailwood en Luigi Taveri (Honda). Taveri had zich moeten behelpen met een 305 cc-Honda CR 77-productieracer.

### 1964: Honda RC 172 en CR 77
In 1964 ontwikkelde Honda nieuwe machines voor de 250- en de 350 cc-klassen, maar de verschillen ten opzichte van hun voorgangers waren minimaal. De RC 172 kreeg een andere boring/slagverhouding (50 x 44,5 mm) waardoor de cilinderinhoud op 349,3 cc kwam en daardoor steeg het vermogen ook licht.
De overmacht van Honda in de 350 cc-klasse van 1964 was zó groot, dat de Rhodesiër Bruce Beale, landgenoot en protegé van Jim Redman, met een Honda CR 77-productieracer tweede kon worden in het wereldkampioenschap. Redman zelf won met de Honda RC 172 alle wedstrijden.

### 1965: Honda RC 172, 2RC 172 en CR 77
Ook in 1965 bleef de drang tot vernieuwing in de 350 cc klasse bij Honda nog beperkt, maar er werd wel indruk gemaakt met uitzonderlijk vooruitstrevende machines in de andere klassen: de 125 cc-vijfcilinder RC 148 en de 250 cc-zescilinders 3RC 164 en RC 165. Voor de 350 cc-klasse verbeterde men de RC 172 opnieuw, maar er waren slechts enkele detailverschillen. Deze 2RC 172 werd alleen ter beschikking gesteld aan Jim Redman. Bruce Beale kreeg nu de "oude" RC 172.
Honda maakte het zichzelf in 1965 moeilijk: de race-afdeling bestond weliswaar uit 400 mensen, maar die werkten voornamelijk aan de projecten voor de Formule 1. Honda kreeg dan ook grote tegenstand: in de 50-en de 125 cc-klasse van Suzuki, in de 250 cc-klasse van Yamaha en in de 350 cc-klasse van MV Agusta. De bedrijfsleiding van Honda nam zelf ook enkele opmerkelijke beslissingen en maakte een grote fout: halverwege het seizoen werd het fabrieksteam weer (net als in 1963) teruggetrokken en de zorg voor de motorfietsen van Jim Redman werd overgedragen aan zijn monteur Nobby Clarke. Toen Redman genezen was van zijn tweede sleutelbeenbreuk belde en telegrafeerde hij naar Japan om dat te melden en te vragen of men een motorfiets naar Monza wilde sturen. Dat zou de fabriek niet doen, en Redman bleef thuis in Rhodesië, om later te horen dat er toch een machine in Italië klaar had gestaan. De beide sleutelbeenbreuken van Redman schakelden hem ook voor een aantal wedstrijden uit. Alan Shepherd werd ook door Honda aangetrokken als fabrieksrijder. Shepherd was echter in oktober 1964 flink geblesseerd geraakt en testte in februari 1965 voor het eerst, samen met Derek Woodman, zijn Honda's op Oulton Park. Shepherd zou echter nooit meer aan de start van een Grand Prix komen, hij beëindigde zijn carrière voorlopig nadat hij opnieuw was gevallen tijdens het testen van de Honda in Japan.
In 1965 werd de 350 cc-klasse beheerst door de Honda. MV Agusta zette weliswaar de nieuwe 350-driecilinder in, maar die moest nog betrouwbaarder worden en bovendien had men twee topcoureurs: Mike Hailwood en Giacomo Agostini. Die snoepten ook punten van elkaar af, terwijl Honda alles op Jim Redman zette. Zijn "tweede man" Bruce Beale moest het in het algemeen met de RC 172 uit 1964 doen.
Bij de eerste 350 cc-race van 1965 op de Nürburgring sloeg Agostini met zijn nieuwe driecilinder MV Agusta meteen toe: Hij won vóór zijn teamgenoot Hailwood en Gustav Havel met een Jawa, terwijl Redman (Honda) bij zijn achtervolging in de regen onderuit ging en een sleutelbeen brak.
Tijdens de Junior TT was Redman uit op zijn derde TT-overwinning op rij, maar Hailwood wist in de openingsronde met de nieuwe MV-driecilinder een gat van 20 seconden te slaan. Daarna maakte hij een lange pitstop, waardoor Redman de leiding kon overnemen. De MV Agusta van Hailwood stopte er bij Sarah's Cottage mee in de vierde ronde, waardoor Redman onbedreigd won. Phil Read werd met de 250 cc-Yamaha tweede en Agostini pakte de derde plaats nadat ook Derek Woodman met de MZ in de laatste ronde was uitgevallen.
In Assen won Redman opnieuw, met Hailwood op de tweede en Agostini op de derde plaats.
In Oost-Duitsland vielen zowel Hailwood als Agostini uit. Redman won de wedstrijd, Woodman (MZ) werd tweede en Havel werd met een Jawa derde.
In Tsjechoslowakije vielen de beide MV Agusta's weer uit. Redman won dus weer vóór Woodman, maar dit keer werd Nikolaj Sevast'ânov met een viercilinder Vostok derde.
Na twee wedstrijden zonder punten liet MV Agusta de 350 cc-race in de Ulster Grand Prix schieten. Achteraf bleek dit een grote fout te zijn geweest. Honda kwam namelijk ook niet waardoor František Šťastný met zijn Jawa de volle acht punten pakte. Die punten kwam Agostini aan het einde van het seizoen tekort.
MV Agusta was helemaal niet van plan naar de Finse Grand Prix af te reizen, maar toen Redman in Ulster zijn sleutelbeen opnieuw had gebroken keerden de kansen en namen de Italianen toch deel. Agostini won de 350 cc-race vóór Honda’s tweede man Bruce Beale en František Boček (Jawa).
Honda blunderde enorm door Redman te laten weten dat er geen motorfietsen op Monza zouden zijn, waardoor hij in Rhodesië bleef. Zijn sleutelbeenbreuk was waarschijnlijk sneller hersteld dan verwacht. Uiteindelijk bleek er wel degelijk een 350 cc-Honda voor Redman klaar te staan in Monza, maar die bleef dus aan de kant staan. Agostini won de race, die droog begon. In de laatste ronden ging het regenen, waardoor Hailwood viel. Silvio Grassetti werd met een Bianchi tweecilinder tweede. Tarquinio Provini reed met een opgeboorde Benelli viercilinder en hij moest tot tweemaal toe de pit in om bougies te wisselen. Daarna begon hij aan een enorme inhaalrace en hij werd toch nog derde.
Net als in de 125 cc-klasse stonden voor de start van de 350 cc-race in Suzuka twee coureurs op 32 punten: Jim Redman en Giacomo Agostini. Met verwachtte dus een spannende race om de wereldtitel, maar die bleef uit omdat de motor van Agostini niet goed liep door een gebroken veer van de onderbreker. Hailwood had eigenlijk als taak Redman uit de buurt van Agostini te houden, maar pakte nu de leiding en Redman beperkte zich tot volgen, ook wel een beetje gedwongen doordat hij vlak voor de start door een bij boven zijn oog gestoken was waardoor dit vrijwel dicht zat. Bovendien reed Redman niet op een volwaardige 350 cc-motor, maar op een tot 256 cc opgeboorde RC 165-zescilinder. Hij had aan de tweede plaats voldoende voor de wereldtitel en hij liet Hailwood zelfs nog een stuk uitlopen. Agostini moest intussen toezien hoe nog twee Japanners hem passeerden; Isamu Kasuya en Gosuke Yamashita, beiden met een Honda.

### 1966: Honda RC 173 en CR 77
Met de komst van Mike Hailwood naar Honda was MV Agusta een belangrijke troef uit handen geslagen, temeer omdat Honda nu ook in de 500 cc-klasse aan de start kwam. Daarvoor ontwikkelde men de Honda RC 181, en simultaan een nieuwe 350 cc-versie, de RC 173. Beide machines hadden vier cilinders en leken uiterlijk veel op elkaar. De motor van de RC 173 was te herkennen aan zijn ronde nokkenasdeksels. Een ander verschil met eerdere modellen was de wet-sump smering met oliekoelers in de stroomlijnkuip. De boring/slagverhouding van de RC 173 was gelijk gebleven, maar het vermogen was nu 64 pk bij 13.000 tpm. De frames waren uitgebreid met aangeschroefde delen onder het motorblok, waardoor nu een dubbel wiegframe ontstond.
Jim Redman zou "non-riding captain" bij Honda worden. Honda had eigenlijk ook wel behoefte aan een teammanager die behoorlijk Engels sprak en de racewereld kende en bovendien had men al bij verschillende teams gezien dat twee topcoureurs elkaars punten afsnoepten. Redman had echter nog geen zin om te stoppen met rijden. Hij rekende de fabriek voor dat een coureur niet meer dan 500 km per dag mocht rijden en daardoor kon Hailwood niet altijd in drie klassen op één dag starten. Voorlopig hield men het erop dat Redman in de 250- en 350 cc klassen uitkwam en Hailwood in de 350- en 500 cc-klassen, maar Redman trad wel op als teammanager.
Voor de 350 cc-klasse was de Duitse Grand Prix op Hockenheim de openingsrace in 1966. Tarquinio Provini (Benelli) had de beste start, maar werd al in de tweede ronde ingehaald door Mike Hailwood met de Honda RC 173. Giacomo Agostini moest de MV Agusta-driecilinder aan de kant parkeren. Hailwood liep zó snel weg, dat Provini uiteindelijk met een ronde achterstand tweede werd. Bruce Beale (Honda) werd derde.
In Frankrijk kreeg Hailwood meer tegenstand van Agostini met de MV Agusta, maar die finishte uiteindelijk toch met 20 seconden achterstand. Jim Redman werd zelfs op 2 minuten en 46 seconden gereden en de rest van het veld kreeg minstens één ronde achterstand.
In Assen traden Phil Read en Bill Ivy in de training van de 350 cc-klasse aan met tot 254 cc opgeboorde Yamaha RD 05's. Hailwood maakte tijdens de trainingen al duidelijk wie de snelste was: hij reed met de 350 cc-Honda een volle seconde sneller dan zijn eigen recordronde uit 1965 die hij met een 500 cc-MV Agusta had neergezet. Uiteindelijk kwamen de Yamaha's niet aan de start, evenmin als Jim Redman. Hailwood stond zodoende als enige, in regen en wind, op de eerste startrij, Giacomo Agostini stond achter hem op de tweede rij. Hailwood startte het snelste en werd gevolgd door Derek Woodman met een tot 300 cc opgeboorde MZ, Agostini en Renzo Pasolini (Aermacchi). Hailwood finishte met 45,2 seconden voorsprong op Agostini en de rest van het veld had minstens een ronde achterstand. Op de derde plaats eindigde Pasolini.
In de DDR deed zich de situatie voor dat Hailwood, als hij in de 250-, 350- en 500 cc-klassen zou starten, meer dan 500 km op één dag moest rijden. Dat was niet toegestaan. Omdat hij in 500 cc-klasse de uitgeschakelde Jim Redman moest vervangen én omdat hij in de 350 cc klasse alle wedstrijden tot dan toe gewonnen had, liet Hailwood deze klasse schieten. Agostini bleef zodoende zonder tegenstand en reed iedereen op minstens één ronde. František Šťastný (Jawa-ČZ) werd tweede en Gustav Havel (Jawa/CZ) werd derde.
In Tsjechoslowakije ontspon zich een spannende strijd tussen Hailwood en Agostini. Agostini wist enkele ronden voor het einde de leiding korte tijd over te nemen, maar Hailwood kwam toch als eerste over de streep. De derde plaats ging naar Heinz Rosner met een MZ.
De 350 cc-race in het Finse Imatra werd gewonnen door Hailwood. Agostini viel uit waardoor Rosner met de MZ (weliswaar met een ronde achterstand) tweede werd en Jack Ahearn (Norton) op twee ronden derde.
De 350 cc-Ulster Grand Prix startte in de regen. Agostini leidde na de eerste ronde, maar Hailwood haalde hem in en liep ook nog behoorlijk ver weg. De rest van het veld maakte nog eens pijnlijk duidelijk hoe slecht het gesteld was met de 350 cc-klasse. Na Agostini finishte met een ronde achterstand Tommy Robb, niet met een 350 cc-machine, maar met een licht opgeboorde 250 cc-Bultaco. Hailwood had met deze overwinning zijn zevende wereldtitel zeker gesteld.
De start van Hailwood in de Junior TT was op zichzelf al opmerkelijk. De ACU, die eerder zo streng was met de reglementen en Fritz Scheidegger in de Sidecar TT gediskwalificeerd had omdat hij bij een "burger"-benzinepomp zijn benzine had gekocht, liet Hailwood gewoon deelnemen aan de 355,1 km lange race. Hij had 's middags al 182 km in de Lightweight 125 cc TT gereden en daarmee kwam zijn dagtotaal op 537 km, terwijl er een reglementair maximum van 500 km was. Hier werd duidelijk met twee maten gemeten. Het ging echter niet goed met Mike Hailwood. Bij Ballacraine, na 13 km rijden, was hij al ingehaald door Agostini die 20 seconden na hem was gestart. Bij de TT Grandstand klonk Hailwood's Honda erg slecht. Honda had de jonge Stuart Graham niet in de 350 cc-Junior TT ingezet, Redman was nog niet fit en daarmee was de dreiging van Honda dus voorbij. De Britse merken konden daardoor weer podiumplaatsen pakken: Peter Williams werd met een AJS tweede en Chris Conn met een Norton derde.
In Monza won Agostini net als de 500 cc klasse ook de 350 cc-klasse met twee ronden voorsprong. Hailwood kwam hier niet aan de start en de beide overige podiumplaatsen werden bezet door de Aermacchi-rijders Renzo Pasolini en Alberto Pagani. Silvio Grassetti kon korte tijd tegenstand bieden aan Agostini met de verouderde Bianchi-tweecilinder, tot zijn krukas los ging zitten en de machine flink begon te rammelen.
In Japan weigerde Honda aan de start te komen als protest tegen de keuze van de Fuji Speedway. Zelfs toen konden andere merken met hun 350 cc-racers niet winnen. De eerste twee plaatsen gingen naar Phil Read en Bill Ivy met hun 254 cc-Yamaha RD 05 A. Pas op de derde plaats eindigde een "echte" 350: Alberto Pagani met een Aermacchi Ala d'Oro 350.

### 1967: Honda RC 174 en CR 77
In 1967 liet Honda de 350 cc-viercilinders voor wat ze waren. Men gebruikte nu een licht opgeboorde 250 cc-Honda RC 166 zescilinder die RC 174 gedoopt werd maar slechts 297,6 cc mat.
Met de inkrimping van het aantal Honda-coureurs en de aanstelling van John Surtees door Honda voor de Formule 1, werd duidelijk dat de focus van Honda steeds meer opschoof in de richting van de autosport en Honda verklaarde dat uiteindelijk zelf in maart 1967. Al met al gingen de belangrijkste gevechten tussen Agostini en Hailwood, die het zowel in de 350- als de 500 cc-klasse zonder steun van een tweede rijder tegen elkaar opnamen. De strijd eindigde gelijk: Hailwood werd kampioen in de 350 cc-klasse, Agostini in de 500 cc-klasse.
Opmerkelijk was dat het 350 cc-wereldkampioenschap van 1967 werd bestreden met motorfietsen de meestal bij lange na de 350 cc niet haalden. Honda gebruikte de RC 174, een tot 297 cc opgeboorde 250 cc-zescilinder, MZ nam deel met 251 cc-tweecilinder-tweetakten. Alleen MV Agusta en Benelli brachten volwaardige 350 cc-machines in de strijd.
In de 250 cc-klasse was Mike Hailwood al in Spanje en Duitsland uitgevallen, maar de Duitse 350 cc-Grand Prix won hij onbedreigd met de Honda. Giacomo Agostini verloor bijna een minuut met zijn MV Agusta en Renzo Pasolini werd met de viercilinder Benelli derde. De Benelli deed het niet slecht: Agostini had bijna twee ronden nodig om Pasolini te passeren.
Net als in de Lightweight TT stond er in de Junior TT geen maat op de combinatie Mike Hailwood/Honda. Hailwood verpletterde het ronderecord al in de eerste ronde, met staande start en met een machine die slechts 297 cc mat. In de volgende vliegende ronde bracht hij het op 173,36 km/h en dat was niet alleen een record voor de Junior TT, maar ook een absoluut ronderecord. Na de eerste ronde had Hailwood al ruim 48 seconden voorsprong op Agostini, en na de race was dat ruim drie minuten. Het racegemiddelde van Hailwood was 171,68 km/h, dat van Agostini 164,6 km/h en de derde man op het podium, Derek Woodman met een 251 cc MZ, reed gemiddeld 155,15 km/h.
In Assen had het lang geregend. Pas aan het einde van de 50 cc-race was het droog geworden, maar toen de 350 cc-klasse van start ging was de baan nog nat. Hailwood ging vanaf de start aan de leiding, terwijl Giacomo Agostini het tot in de twintigste ronde aan de stok had met de Benelli van Renzo Pasolini. 66 Minuten had Ago nodig om Pasolini te passeren. Dat betekende dat de Honda RC 174 niet te kloppen was, maar de MV Agusta 350 4C wél. Pasolini kon zelfs in de laatste ronde nog een aanval op Agostini inzetten, die echter niet lukte. De Benelli had de MV Agusta echter goed partij gegeven.
Op de opdrogende Sachsenring in de DDR kon Agostini niet in de schaduw van Hailwood blijven. Halverwege de race begon de MV Agusta slecht te lopen en bij een pitstop werd geconstateerd dat een van de aanzuigkelken was verdwenen, maar er was geen reserve-exemplaar beschikbaar, zodat Ago met deze slecht lopende motor verder moest. Hij werd weliswaar tweede, maar op meer dan een ronde achter Mike Hailwood. Derek Woodman werd derde omdat hij in de laatste kilometer de duwende Heinz Rosner kon passeren.
Mike Hailwood won zijn vijfde 350 cc-race van 1967 in Brno en daardoor was zijn wereldtitel binnen. Agostini had vijf ronden geleid, maar toen haalde Hailwood hem in en kort daarna viel Ago zelfs stil. Heinz Rosner en Derek Woodman konden daardoor tweede en derde worden. Agostini was echter niet de pit in gereden, maar vlak voor de eindstreep gestopt. Toen Hailwood werd afgevlagd duwde hij de MV Agusta over de finishlijn en zo werd hij geklasseerd als 7e.
In Ulster concentreerde Hailwood zich op de klassen waarin hij nog geen wereldkampioen was, de 250- en 500 cc. In de 350 cc-race kreeg Ralph Bryans zijn zescilinder Honda. Bryans leidde vijf ronden lang, maar werd toen gespasseerd door Agostini die snel van hem weg reed. Dat de beslissing om de Honda aan Bryans te geven op het laatste moment werd genomen bleek na de race, toen Bryans klaagde over de stugge afstelling van de vering. Die was nog afgesteld op Hailwood (77 kg), terwijl Bryans slechts 60 kg woog. Heinz Rosner reed van begin tot eind op de derde plaats.
Nu de titel beslist was ging de 350 cc-race in Monza voor Agostini en Pasolini meer om de Italiaanse eer. Ze vochten een harde strijd uit, maar wel om de tweede plaats want Ralph Bryans was met de Honda al aan de horizon verdwenen. In de 8e ronde, toen Pasolini de tweede plaats net had overgenomen van Agostini, vielen ze allebei uit. Daardoor werd de tweede man van Benelli, Silvio Grassetti, tweede en Heinz Rosner werd derde.
In Japan kwam Agostini helemaal niet aan de start. Hailwood en Bryans pakten de eerste twee plaatsen en Shigeyoshi Mimuro werd met een Yamaha derde.

## Technische gegevens
| Honda                  | RC 170                            | RC 171                            | CR 77                             | RC 172 / 2RC 172                  | RC 173                            | RC 174                            |               |
| ---------------------- | --------------------------------- | --------------------------------- | --------------------------------- | --------------------------------- | --------------------------------- | --------------------------------- | ------------- |
| Periode                | 1962-1963                         | 1962-1963                         | 1962-1967                         | 1964-1965                         | 1966                              | 1967                              |               |
| Categorie              | fabrieksracer                     | fabrieksracer                     | productieracer                    | fabrieksracer                     | fabrieksracer                     | fabrieksracer                     | fabrieksracer |
| Motortype              | DOHC                              | DOHC                              | DOHC                              | DOHC                              | DOHC                              | DOHC                              |               |
| Bouwwijze              | viercilinder lijnmotor            | viercilinder lijnmotor            | 180° tweecilinder lijnmotor       | viercilinder lijnmotor            | viercilinder lijnmotor            | zescilinder lijnmotor             |               |
| Koeling                | lucht                             | lucht                             | lucht                             | lucht                             | lucht                             | lucht                             |               |
| Kleppen per cilinder   | 4                                 | 4                                 | 4                                 | 4                                 | 4                                 | 4                                 |               |
| Nokkenasaandrijving    | tandwielen                        | tandwielen                        | tandwielen                        | tandwielen                        | tandwielen                        | tandwielen                        |               |
| Boring                 | 47 mm                             | 49 mm                             | 60 mm                             | 50 mm                             | 50 mm                             | 41 mm                             |               |
| Slag                   | 41 mm                             | 45 mm                             | 54 mm                             | 44,5 mm                           | 44,5 mm                           | 37,5 mm                           |               |
| Cilinderinhoud         | 284,5 cc                          | 339,4 cc                          | 305,4 cc                          | 349,5 cc                          | 349,5 cc                          | 297,1 cc                          |               |
| Compressieverhouding   | onbekend                          | onbekend                          | 10,5:1                            | onbekend                          | onbekend                          | 10,6:1                            |               |
| Max. Vermogen          | 50 pk (36,8 kW) bij 13.500 tpm    | 56 pk (41,2 kW) bij 12.500 tpm    | 47 pk (34,6 kW) bij 12.000 tpm    | 58 pk (42,7 kW) bij 13.000 tpm    | 64 pk (47,1 kW) bij 13.000 tpm    | 67 pk (49,3 kW) bij 17.000 tpm    |               |
| Primaire aandrijving   | tandwielen                        | tandwielen                        | tandwielen                        | tandwielen                        | tandwielen                        | tandwielen                        |               |
| Koppeling              | meervoudige droge platenkoppeling | meervoudige droge platenkoppeling | meervoudige droge platenkoppeling | meervoudige droge platenkoppeling | meervoudige droge platenkoppeling | meervoudige droge platenkoppeling |               |
| Versnellingen          | 6                                 | 6                                 | 6                                 | 6                                 | 6                                 | 6                                 |               |
| Secundaire aandrijving | ketting                           | ketting                           | ketting                           | ketting                           | ketting                           | ketting                           |               |
| Rijwielgedeelte        | open brugframe                    | open brugframe                    | open brugframe                    | open brugframe                    | dubbel wiegframe                  | open brugframe                    |               |
| Remmen                 | trommelremmen voor en achter      | trommelremmen voor en achter      | trommelremmen voor en achter      | trommelremmen voor en achter      | trommelremmen voor en achter      | trommelremmen voor en achter      |               |
| Drooggewicht in kg     | ca. 105                           | onbekend                          | onbekend                          | onbekend                          | onbekend                          | 112                               |               |